# Ilegenes: The Genetic Sodom Ilegenes
Ilegenes: The Genetic Sodom Ilegenes (イルゲネス - The Genetic Sodom ILEGENES) ist der Name zweier Light Novels von Mizuna Kuwabara mit Zeichnungen von Nanae Chrono. Es ist in den Genres Action, Drama und Science-Fiction einzuordnen.
Von 2008 bis 2010 wurde eine Umsetzung als fünfteilige Manga-Reihe durch Kuwabara mit Illustrationen von Kachiru Ishizue herausgegeben. Diese erzählt eine Geschichte, die vor der Handlung der Light Novels spielt. Der Manga erfuhr 2011 eine Fortsetzung.

## Handlung
Auf der Insel Ilegenes befindet sich eine international hoch angesehene Einrichtung für genetische Forschung. Neben ihrer Forschung zur Genmanipulation existiert eine Untergrundorganisation, die sich Black Market nennt, die mit der Massenproduktion von Klonen und Menschenhandel Profit schöpft. Deswegen wird Ilegenes von den Leuten als der Ort beschrieben, den Gott den Rücken gekehrt hat.
Um stärker zu werden, hat sich Fon F. Littenber an der sich auf der Insel befindenden Militärschule eingeschrieben. Sein Plan ist es, den Tod seiner Eltern zu rächen und die Organisation Black Market zu zerschlagen. Fons Vater war Professor Littenber, der die Forschungseinrichtung gegründet hat und deswegen als Vater von Genetic Sodom angesehen wird. Schnell wird Fon Ziel von rivalisierenden Mitschülern und das Gerücht, dass er für die Genmanipulation von seinem Vater auserkoren wurde, macht die Runde.
Gemeinsam mit anderen Mitschülern ruft Fon die Anti-Regierungsorganisation „Elfenbein“ ins Leben. Inzwischen haben Politiker der Regierung mit Kontakten zu Black Market erkannt, dass Fon für sie eine Gefahr darstellt. Eines Tages bekommt die Akademie zwei neue Mitschülerinnen, obwohl die Einrichtung eine Jungen-Akademie ist.

## Veröffentlichung
Vom 10. Juni 2008 bis zum 15. November 2010 veröffentlichte Mizuna Kuwabara eine fünfteilige Manga-Reihe mit Illustrationen von Kachiru Ishizue. Der Manga erschien in Japan im Monthly Comic Avarus des Verlages Mag Garden. Es folgten Übersetzungen auf Englisch, Polnisch, Französisch und Chinesisch. Im englischsprachigen Raum war der Manga lediglich als Web-Manga auf der inzwischen eingestellten App Sugoi Books erhältlich.
Kuwabara setzte den Manga zwischen 2011 und 2013 in drei Teilen fort.